# جيش وارسو
جيش وارسو (بالبولندية: Armia Warszawa)‏    كان أحد الجيوش البولندية التي شاركت في الحرب الدفاعية البولندية عام 1939م. تم إنشاؤه في 8 سبتمبر، بعد ثمانية أيام من بدء الغزو، وكان تشكيلًا بدائيًا مكلفًا بالدفاع عن العاصمة البولندية وارسو (Warszawa).

## مهام

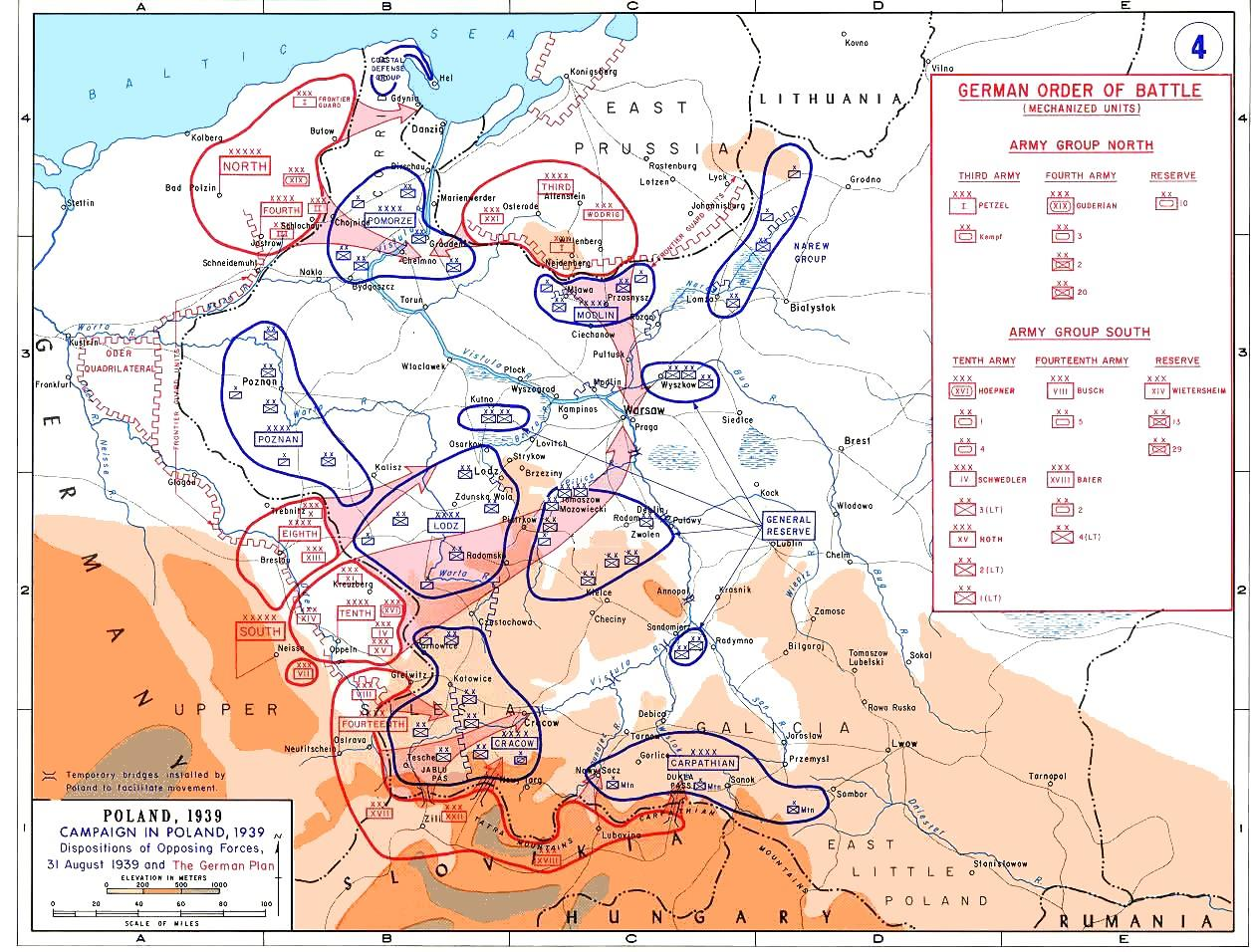
القوات اعتبارا من 31 أغسطس وخطة الهجوم الألمانية.

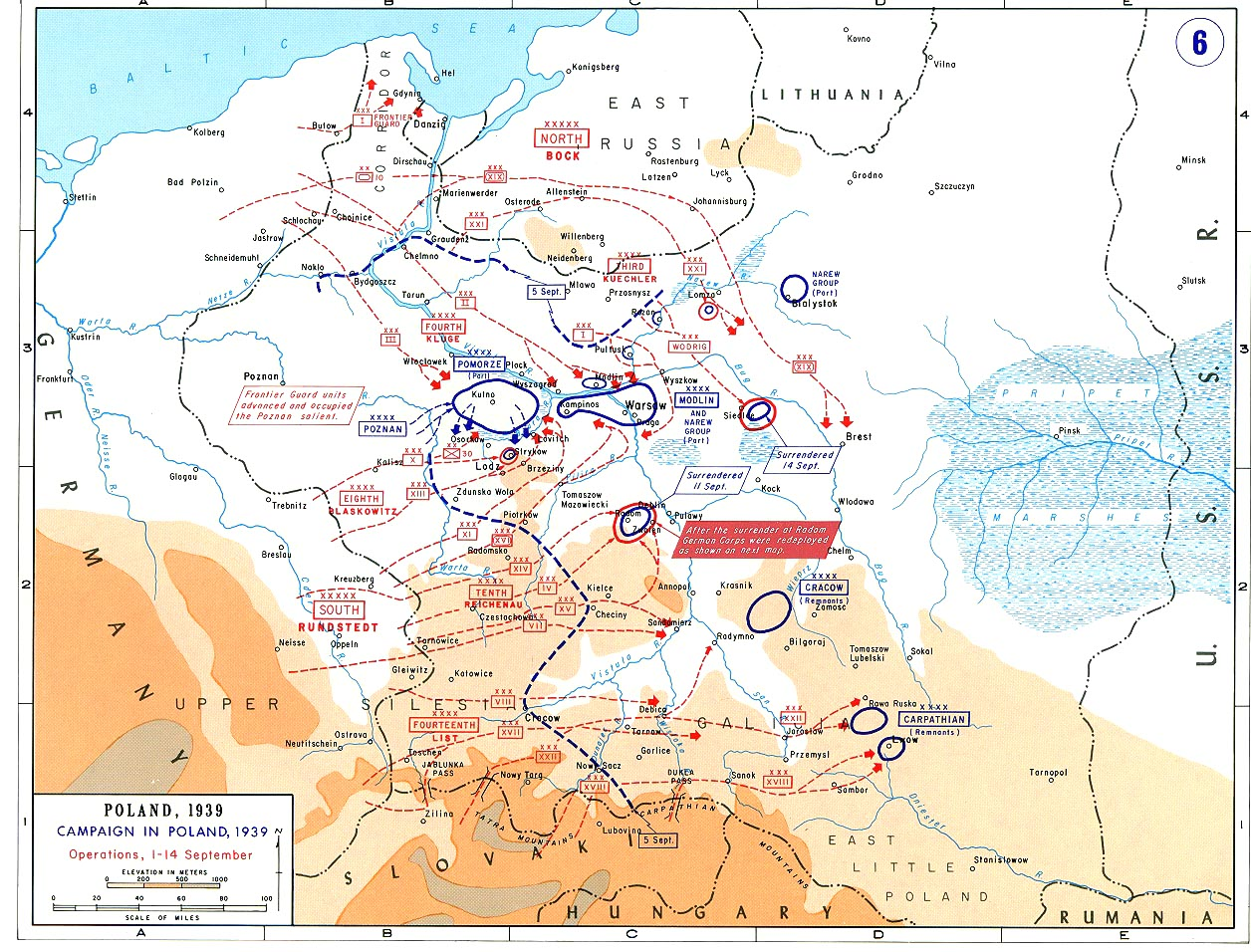
القوات اعتبارا من 14 سبتمبر مع تحركات القوات حتى هذا التاريخ.

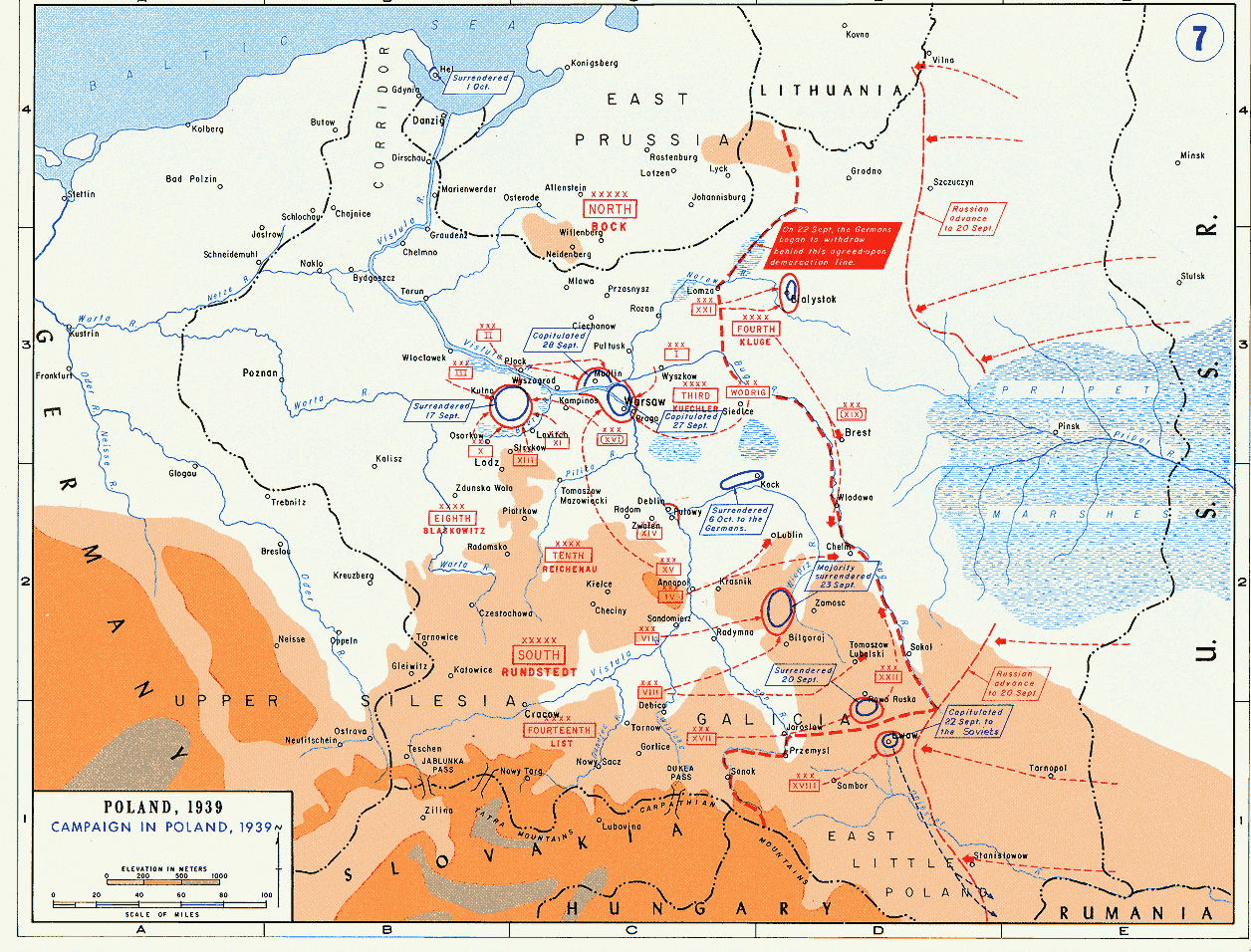
القوات بعد 14 سبتمبر مع تحركات القوات بعد هذا التاريخ

للدفاع عن العاصمة البولندية وارسو في مواجهة اختراق القوات الألمانية.